# 地狱敞开
《地狱敞开》（英語：All Hell Breaks Loose）是美国超自然题材电视剧《邪恶力量》第2季的第21和22集，也是最后两集。两集节目共用一个标题，相当于上下集，其中上集于2007年5月10日首播，下集则在一周后的5月17日首播。节目剧情讲述主人翁萨姆·温彻斯特（杰瑞·帕达里基饰）和迪恩·温彻斯特（约翰逊·艾克尔斯饰）兄弟俩在美国本土各地猎杀超自然生物。萨姆被邪魔阿撒兹勒绑架，并被送到一个废弃小镇。阿撒兹勒打算让萨姆和其他拥有通灵能力的青年展开至死方休的大战，为自己的恶魔大军选出领袖。萨姆被对手杀害，但迪恩出卖自己的灵魂换取弟弟复活。最终获胜的杰克在阿撒兹勒指引下前去一处邪魔无法进入的墓地，在此打开地狱之门。节目结束时，迪恩终于用神秘的柯尔特左轮手枪打死阿撒兹勒，但他和萨姆都无法阻止成千上万的恶魔涌入人间。
节目在制作过程中遇到许多问题，整个拍摄期间也在反复做修改。节目主创发现西部题材电视剧《边城风雪》拍摄期间搭建的外景很适合本集，所以对上集的剧情设定做出大幅变更。拍摄地点的选择反过来又对节目中的超自然怪物产生影响。《下集》的剧情原本有史诗风格，但由于预算方面问题而不得不淡化。此外，由于天气条件的制约，节目的高潮戏段无法在起初选定的地点取景，只能在片场拍摄。杰弗里·迪恩·摩根在本集回归出演约翰·威彻斯特，但由于他的工作日程非常紧张，相应镜头只能采用蓝幕技术完成。
《地狱敞开》的收视成绩不佳，是第2季收视率最低的一集，但节目获得良好评价，电视评论员称赞节目的剧本，对结局赞不绝口。弗瑞德里克·林恩和奥娜·格奥尔的演出赢得赞誉，杰西卡·哈蒙还获得一项利奥奖提名。

## 剧情

### 上集
萨姆·温彻斯特被黄眼邪魔阿撒兹勒绑架到一个名叫冷橡树（Cold Oak）的废弃小镇，据称这里是美国闹鬼最严重的地方。镇上还有阿撒兹勒带来的其他通灵青年，他们有男有女，都是从小就通过某种途径被邪魔控制，拥有一定程度的超能力。这其中既有之前曾经露面的安迪·加拉格和艾娃·威尔逊，也有莉莉和杰克·塔利这样的生面孔。艾娃是在数月前被绑架，但她表示对自己这段时间的经历完全没有记忆。莉莉试图逃离小镇，但被一个阿阇莉邪魔所杀，其他人于是躲进一幢大楼，以盐为屏障阻止邪魔入内。迪恩·温彻斯特和另一位猎人鲍比·辛格一起前往猎人们经常光顾的哈维尔公路旅馆求援，但却发现这里已被大火夷平，废墟中还埋有猎人艾斯的尸体。安迪使用精神控制能力，通过心灵感应将自己所在位置告知迪恩。
萨姆当晚入睡后梦见阿撒兹勒，后者声称，他把这群年轻人带到镇上，是为了让他们斗个你死我活，最终的幸存者会成为恶魔大军的领袖。阿撒兹勒承认杀害萨姆的女友杰西卡，但辩称这只是因为她会阻止萨姆继续猎杀超自然生物。接下来，阿撒兹勒又给萨姆看到母亲被杀的那晚，当时阿撒兹勒进入萨姆的房间，给还是婴儿的萨姆喝自己的血，但玛丽·温彻斯特就在这时走了进来并看到邪魔。
艾娃和安迪之后单独走在一起，艾娃让阿阇莉邪魔进入大楼，用一种新的超能力命令邪魔杀死安迪。接下来她告诉萨姆，自己几个月来一直都在镇上，杀死了所有阿撒兹勒送来的通灵青年，然后就下令阿阇莉邪魔追杀萨姆。就在这时，杰克偷偷摸到艾娃身后，用自己的超强力量扭断了她的脖子，重获自由的阿阇莉邪魔随即逃跑。萨姆和杰克准备离开小镇，杰克不信任萨姆并突然发起攻击，但萨姆在搏斗中取得上风，将杰克打晕。迪恩和鲍比正在这时赶到，萨姆一时分神，被恢复意识的杰克刺杀。迪恩抱住弟弟，说自己会照顾好他，但萨姆就在哥哥怀里去世。

### 下集
迪恩不顾一切地想要挽救弟弟，他和十字路口恶魔达成交易，以自己的灵魂为代价换取萨姆复活，并且还可以再有一年的生命。兄弟俩和鲍比一起前去鲍比家中进行研究，希望能确定阿撒兹勒的阴谋。哈维尔公路旅馆的老板艾伦·哈维尔也来到鲍比家中，但为了证明自己没有被邪魔附身而不得不喝下圣水。哈维尔将艾斯留在旅馆保险柜中的怀俄明州地图送给3人，还告诉他们已经有5个标识出现，代表塞缪尔·柯尔特建造的边境教堂。柯尔特也是猎杀超自然生物的猎人，正是他制造出神秘的柯尔特枪，这把枪有打死任何生物的能力。几人通过研究还发现，有多条铁路将这些教堂连接成五芒星的形状，形成巨大的恶魔陷阱，阻止邪魔进入。
五芒星的中央是一片古老的牛仔墓地，阿撒兹勒以杀害杰克全家威胁对方走进墓地。温彻斯特兄弟、鲍比和哈维尔也赶到墓地，但杰克这时已经向自己被恶魔控制的一面屈服，并发展出精神控制技能，迫使哈维尔用枪指着她的头。其他人被迫放下武器，杰克得以利用柯尔特枪来打开陵墓。萨姆寻得空档，从背后开枪打中杰克，杰克倒地求饶，但萨姆还是连开多枪结果了他。陵墓大门逐渐敞开之际，众人意识到这实际上是地狱之门。大批恶魔从门中窜出，还冲断了组成恶魔陷阱的铁路，阿撒兹勒得以进入。哈维尔和鲍比竭力关上大门，萨姆和迪恩则拿起柯尔特枪对付阿撒兹勒。但是，阿撒兹勒发起突袭，兄弟俩都为其所擒。邪魔嘲笑迪恩与十字路口恶魔达成的契约，质疑因此复活的是否还“100%是那个纯粹的萨姆”，然后准备结束两人的性命。但是，约翰·温彻斯特的灵魂也从门中窜出，并抓住阿撒兹勒，迪恩得以夺回柯尔特枪，打中阿撒兹勒的心脏部位，终于杀死了这个邪魔。鲍比和哈维尔终于关上大门，约翰的灵魂也随之消逝。众人知道，接下来还需要面对恶魔大军，萨姆发誓，一定会找到解救迪恩的办法。

## 制作

### 客串明星
《地狱敞开》上集中有许多角色回归。女演员萨曼塔·史密斯（Samantha Smith）在节目的追叙桥段中再度扮演玛丽·温彻斯特，查德·林德伯格（Chad Lindberg）以猎人艾斯的身份再次亮相。男演员加布里埃尔·泰格曼（Gabriel Tigerman）曾在之前的节目中客串出演能够控制他人思想的安迪·加拉格尔（Andy Gallagher），凯瑟琳·伊莎贝尔（Katharine Isabelle）出演的角色根据剧情安排“失踪”，两人都在上集中出现。其他在本集中亮相的通灵青年还包括：杰西卡·哈蒙（Jessica Harmon）饰演能让心脏停止跳动的莉莉（Lily）；阿尔迪斯·霍吉（Aldis Hodge）出演拥有超强体力的杰克·塔利（Jake Talley）。此外，男演员吉姆·比弗在上、下两集中扮演常见角色鲍比·辛格（Bobby Singer），弗瑞德里克·林恩（Fredric Lehne）则诠释大反派、黄眼恶魔阿撒兹勒（Azazel）。林恩是在第2季第1集《我死之时》（In My Time of Dying）中首次饰演阿撒兹勒，本来只会暂时性地出演该角色，因为这个恶魔会周期性地更换人类宿主。但节目主创非常满意林恩的表现，因此决定让他一直演完全季。执行制片人兼导演金·曼纳斯（Kim Manners）对这一决定感到非常高兴，他认为林恩让角色有了“真正杰克·尼科尔森的风味”:115。节目下集中有女演员萨曼莎·费里斯（Samantha Ferris）回归出演邪魔猎人艾伦·哈维尔（Ellen Harvelle），还有杰弗里·迪恩·摩根扮演约翰·温彻斯特（John Winchester），后者上一次在节目中亮相也是第2季的开头。摩根的工作日程非常紧张，以致他的戏份只能提前数周通过蓝幕技术拍摄完成。:122

### 编剧

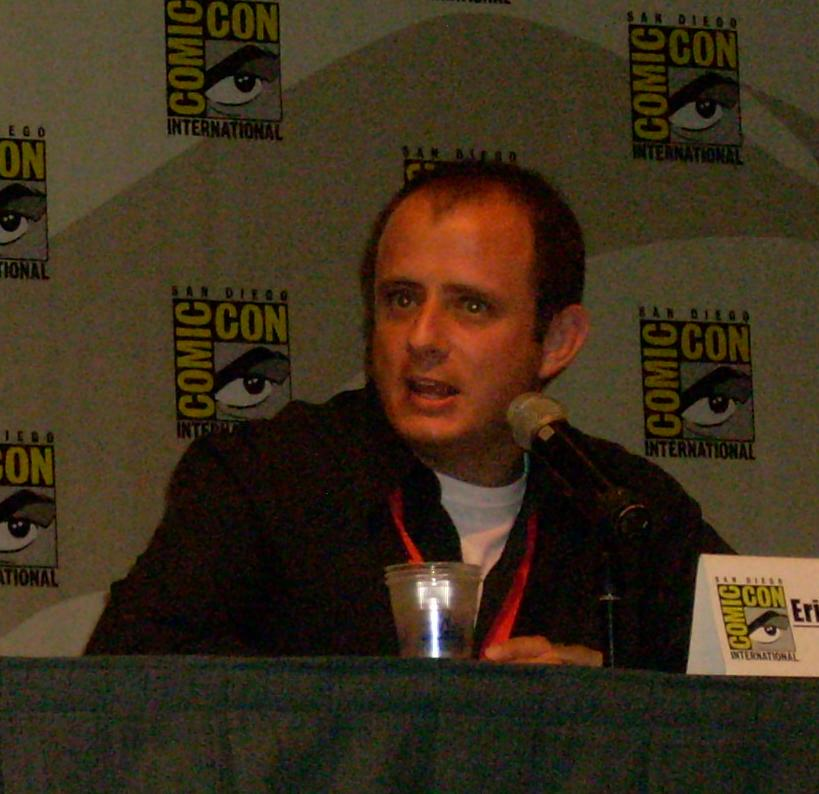
《邪恶力量》主创人埃里克·克莱普克是《地狱敞开》下集的编剧

《邪恶力量》的前两季涉及许多故事主线，其中多条都在《地狱敞开》的上下两集划上句点，如对邪魔阿撒兹勒的追踪，以及他所掌控通灵青年的下落。由于剧情中的许多疑问都是通过阿撒兹勒的一长段台词解答，剧集主创人埃里克·克莱普克和编剧塞拉·甘布尔（Sera Gamble）不得不多次改写其台词，因为他们觉得“回报总是不及预期”（指台词的效果总是没有预想的好）。:115如果把揭示这些问题答案的时间继续推迟，剧情上会更便于处理，但两人认为这样把剧迷对节目的期待堆积下去的做法不妥，他们最终恐怕也无法满足期望:115。编剧原计划将通灵青年的故事情节延续到第3季，但最终还是改变了主意，因为他们相信，邪魔和怪物更能引起观众兴趣。莉莉一角在剧本初稿中实际上分成两个人物：一个是名叫亚历克斯（Alex）的女孩，只需一下碰触就能杀死他人；另一个叫莉莉，有心灵感应能力。两位编剧认为节目中的人物太多，所以将亚历克斯和莉莉并成一人。甘布尔一度将本集设想成“通灵版《早餐俱樂部》”，新莉莉的行为动机就像该片中的艾丽·西蒂（Ally Sheedy）。剧中杀害两个通灵青年的阿阇莉邪魔是根据印度神话中的阿阇莉改编，根据神话，阿阇莉是一种“病变的灵魂”，下山来“杀害定居点中所有的人”。甘布尔认为，这一背景和剧中通灵青年云集的山侧废弃小镇很相符:117。克莱普克觉得不应该在以公路为基础的节目中设立固定居所，所以剧中邪魔猎人经常光顾的哈维尔公路旅馆被夷为平地。旅馆被焚毁的同时，节目常见角色艾斯（Ash）也随之丧生，两位编剧觉得其“滑稽”而“古怪”的人物个性对节目来说有些脱离实际:16。
约翰·温彻斯特在第2季开始时和恶魔达成契约，编剧很早就决定让本季节目以另一个恶魔契约拉上帷幕。主创人员认为，要让迪恩决定出卖灵魂，唯一的办法只能是萨姆丧生:119，接下来迪恩和恶魔达成的契约就会成为推动第3季剧情进展的根本动力之一:123。与此同时，《地狱敞开》还借阿撒兹勒的话提出疑问，复活的是否还“100%是那个纯粹的萨姆”:119–120。此外，节目前两季多次暗示会有“邪魔对抗人类的战争”发生，下集中以大量恶魔从地狱之门窜出，拉开这场战争的帷幕。
《地狱敞开》下集的剧本起初颇具史诗风格，艺术指导设计师杰里·瓦内克（Jerry Wanek）开玩笑称下集会是长“6小时的迷你剧集”，但最终面世的实际版本却变得非常低调。用来阻止邪魔走近地狱之门的巨形恶魔陷阱在原有版本中还要复杂得多，五芒星的每个点上都有存放圣物的教堂，这些圣物包括真十字架上的银:120。由于恶魔陷阱是由圣物提供能量，因此杰克需要前往各教堂将之摧毁，温彻斯特兄弟和其他猎人则要设法阻止。杰克会在与萨姆大战时摧毁最后一件圣物，迪恩这时拼命赶往大门，阻止阿撒兹勒将其打开，杰克和山姆则在另一边“将对方打个半死”。:120–121但是，导演兼执行制片人金·曼纳斯一拿到剧本就意识到其内容过于庞大，他让分镜画师为下集制出长达5个半小时的分镜，以此证明节目如果这样拍下去，肯定会超支数十万美元:121。原有剧本中对教堂的描述占有相当大篇幅，只要将这些内容略去就可以省下大笔制作经费。克莱普克意识到，自己可以用铁路连接点来代表五芒星，无需使用教堂。因为铁轨是用钢材打造，钢材对恶魔也有威慑力，这就可以和剧情设定完美配合，与此同时，铁路也更能代表美国西部，进而更加符合节目的基调。经过修改，杰克无需再一个个摧毁教堂圣物，而是直接前去地狱之门，和萨姆之间的大战也变成他与多位猎人的对峙。虽然节目的剧情设定有大幅淡化，但克莱普克认为这样更为简约，对整集节目反而有促进作用。

### 拍摄

由于天气条件制约，下集中的墓地戏段不得不在片场内拍摄

《地狱敞开》的上集一共拍了9天。片头出现的餐馆由瓦内克搭建，剧组还在温哥华地区一处废弃小镇外景地拍摄了7天时间，这片外景是多年前为拍摄西部题材电视剧《边城风雪》（Bordertown）所搭建。上集的故事原计划在一个有许多过道的废弃孤儿院展开:116，但制片人赛勒斯·雅夫内（Cyrus Yavneh）在《邪恶力量》第1季拍摄期间给克莱普克寄去多张《边城风雪》外景地的照片，照片上展现出小镇“令人回味”而“毛骨悚然”的一面，两位编剧为此决定变更上集的剧情设定:117–118。选择新的外景地后，剧本中原计划加入一些内容，意指这个鬼镇就是位于康涅狄格州利奇菲尔德县的达德利镇（Dudleytown），但最终播出的节目中没有包含这些内容。《边城风雪》的外景地由山峦和农田环绕，给剧组前往带来不便。同时当地全部7天里都在下雨，给拍摄造成困难。不过，导演罗伯特·辛格认为，浓雾和灰蒙蒙的天空反倒对节目的视觉感观有帮助。:117–118
下集的高潮戏段原计划在真正的墓地拍摄，却因一些意料之外的问题无法实现。高潮段落的故事情节发生在夜晚，温哥华的夜晚在这个时节只有9个半小时。这场戏必须在4天内拍完，剧组于是打算加入“超自然日食”的设定，这样相应的夜间镜头就可以利用“日以作夜”的拍摄手法在白天完成。但是，剧组起初找到的墓地没有树，无法满足拍摄手法的需要。等到他们终于找到有树的墓园时，又突然出现了暴风雨，剧组成员意识到，摄制工作会受到天气情况的严重干扰。最终，剧组决定在片场内拍摄这场戏，并为此搭建了墓地外景。由于搭建外景使用的树皮中必须包含肥料，因此会发出非常难闻的腐臭味:121。女演员萨曼莎·费里斯表示，片场简直臭到让人“眼泪都流了下来”:121。

### 特效

由于日程繁忙，杰弗里·迪恩·摩根（右）回归的戏份只能利用蓝幕技术提前摄制。杰瑞·帕达里基（中）的戏份由于剧本的更改而不得不重拍。

与之前的所有剧集一样，本集采用的视觉特效也是由特效工作室完成。为了把下集高潮桥段地狱之门敞开时的镜头数量降至最低，视觉效果总监伊万·海登（Ivan Hayden）选择不直接采用数字技术制作邪魔带着烟雾现身的镜头，而是让替身演员装扮成过去节目中的角色（如白衣女子和铁勾男）在蓝幕前表演，然后再在后期制作时将镜头插入到短暂的闪电场景中。:122约翰·温彻斯特一角的回归也不得不采用蓝幕拍摄技术。男演员杰弗里·迪恩·摩根在节目拍摄期间正忙于参演电影《我的意外老公》（The Accidental Husband），为此他与约翰逊·艾克尔斯、杰瑞·帕达里基一起提前6周在蓝幕前拍摄相应戏份:122。根据原定方案，父子3人的重聚戏码会“更加复杂，有更多的打斗”，但《我的意外老公》剧组担心摩根会在拍摄期间受伤，所以不允许他出演风险较大的镜头。克莱普克为此再次修改剧本，取消摩根的台词，只是让他的角色被阿撒兹勒摔倒在地。剧本这时尚未完成，所以帕达里基扮演的萨姆根据原有剧情设定和杰克有一场大战，最后身上到处都是血。但这场大战最终取消，所以帕达里基不得不重新拍摄这场家庭团聚的镜头，这时摩根已经离开，所以拍摄时是采用替身和网球分别代表摩根和艾克尔斯。:122

### 音乐
与节目的其它大部分剧集一样，《地狱敞开》中的合成管弦乐配乐也是由克里斯托弗·莱纳兹（Christopher Lennertz）和杰伊·格鲁斯卡（Jay Gruska）共同谱写，其中格鲁斯卡负责上集，莱纳兹完成下集。莱纳兹曾为《邪恶力量》的试播集作曲，并在其中为阿撒兹勒创作了一段音乐主题，他很高兴自己能够再为该邪魔死亡的一集创作配乐，“给篇章划上句点”。地狱之门在下集的高潮戏段打开，莱纳兹认为这里的音乐“范围（比过去的剧集）要大得多”，在他看来，甚至是要让事件本身“比生命还重要”:122–123。与之前的大部分剧集一样，本集中也采用了经典摇滚乐:120。

## 反响
《地狱敞开》的上集于2007年5月10日通过CW电视网在美国首播，有约290万观众收看；下集则于同月17日通过电视网在美国首播，观众人数约为272万。与第2季的其他剧集相比，《地狱敞开》下集首播吸引的观众人数还不及仅284万人收看的《生而不祥》（Born Under a Bad Sign），是全季收视成绩最差的1集。不过，节目获得电视评论员的良好评价。《电视指南》的蒂娜·查尔斯（Tina Charles）认为上集中有“那么多美好的东西”，还觉得迪恩承诺照顾好萨姆的誓言“让人难过到肝肠寸断”。在她看来，下集的表现实在令人叫绝，两位主角间的兄弟情谊、以及约翰逊·艾克尔斯和吉姆·比弗角色间的镜头处理都很值得称道。不过，她对片尾约翰·威彻斯特的灵魂逃出地狱后，兄弟俩没能与他交谈感到失望。多位评论员称赞本集结束阿撒兹勒故事主线的做法，查尔斯就认为这是“结束该季的绝佳方式”。凯茜·赫德尔斯顿（Kathie Huddleston）在网站撰文指出，这个“了不起的”结局给萨姆和迪恩的“父亲症结以及黄眼邪魔症结”划上圆满的句号，同时又带来许多他们需要面对的新问题，电视小队（TV Squad）则认为“好的结局就应该有（这样的）份量和重要性”。电视小队还进一步表示，虽然萨姆在上集中死亡后肯定会复活，但下集中对这一复活还是处理得很好。几位演员的表演也获得称赞，奥娜·格奥尔饰演的十字路口恶魔“引人入胜”，给人的感觉就像某种“拥有超自然力量的二手车推销员”。。弗瑞德里克·林恩诠释阿撒兹勒的表现也赢得赞誉，有评论其他的表演“恰如其分”、“无与伦比”，而且“令人毛骨悚然得恰到好处”。
地下在线的汤姆·伯恩斯（Tom Burns）之前就曾批评《邪恶力量》在节目预告中剧透太多，导致剧情缺乏惊喜。他对《地狱敞开》也有同样看法，上集的结局就在电视网的预告中剧透，观众可以从中看到萨姆被杰克从背面刺中，然后倒在迪恩怀里。伯恩斯对节目本身有正面评论，但还是发现一些不当之处。例如上集主要围绕萨姆展开，而下集则以迪恩为中心，但由于“《邪恶力量》最引人入胜的地方一直都是两位主角之间的关系”，所以这样的处理有些欠妥。此外，伯恩斯还觉得第2季中留有一些暗示萨姆会“变邪恶”的线索，但结局并没有跟进，这让他感觉受到了戏弄。
杰西卡·哈蒙因在上集中扮演莉莉一角获利奥奖正剧类最佳女演员客串演出奖提名。